# Cathédrale de l'Immaculée-Conception d'Antipolo
Cette  cathédrale n’est pas la seule cathédrale de l'Immaculée-Conception.
La cathédrale de l’Immaculée-Conception d’Antipolo, également sanctuaire international Notre-Dame-de-Paix-et-de-Bon-Voyage, est une église située à Antipolo aux Philippines. L’Église catholique lui donne les statuts de cathédrale du diocèse d’Antipolo (en), et depuis juin 2022 de sanctuaire international.

## Historique
Au début du XVIIe siècle, on compte environ 3 000 chrétiens à Antipolo, par l’installation de missionnaires franciscains. La première église est construite en 1603. La statue bientôt appelée la Vierge d’Antipolo arrive sur l’île le 25 mars 1626, et il est décidé en 1632 de construire une église pour l’abriter, achevée en 1633.
Cette église est détruite en 1639 par les Sangleys (en) (les métis sino-philippins, en conflit avec les nouveaux colonisateurs européens). La statue, qui n’est pas perdue, prend rapidement le nom de Vierge de Paix et de Bon Voyage. L’église est abimée ensuite par le séisme de 1645 (en), puis par ceux de 1824 et de 1863.
L’édifice est détruit fin Seconde Guerre mondiale, en 1945, par les bombardements des Alliés contre les Japonais, installés depuis 1942. Après la guerre, en 1948, une campagne de don est lancée pour reconstruire le sanctuaire avec le soutien d’Aurora Quezon. L’architecte Jose Lorenzo de Ocampo (en) est choisi.
L’église est achevée en 1954. Le 14 janvier 1954, la Conférence des évêques catholiques des Philippines la déclare « sanctuaire national », bien que la définition officielle n’ait pas encore été communiquée aux ordinaires. Le diocèse d’Antipolo (en) est créé le 25 juin 1983 par Jean-Paul II, et l’église en devient cathédrale.
Se développe par la suite l’habitude de faire bénir sa voiture, un service religieux apprécié mais fourni par peu de paroisses,. Le dimanche 26 juin 2022, la Conférence des évêques catholiques des Philippines annonce que le sanctuaire a été reconnu sanctuaire international,, le onzième ou douzième au monde,.

## Description
La cathédrale est construite sur une colline, et offre une vue sur la ville en contrebas.
L’église est de forme ronde, entièrement couverte d’un dôme.
Les pèlerinages ont habituellement lieu à partir de fin avril et tout mai, officiellement jusqu’au début juillet.